# 古城利明
古城 利明（ふるき としあき、1939年1月10日 - ）は、日本の社会学者、中央大学名誉教授。専門分野は政治社会学、地域社会学である。新潟県生まれ。

## 人物
1957年新潟県立長岡高等学校卒業。1962年東京大学文学部社会学科卒業、1965年3月東京大学大学院社会学研究科修士課程修了。同年4月東京大学大学院社会学研究科博士課程中退。1965年4月東京大学文学部助手、1967年中央大学法学部講師、1969年同法学部助教授を経て、1975年より中央大学法学部教授。東京大学・一橋大学・東京都立大学 (1949-2011)・立教大学・成蹊大学・北海道大学・名古屋大学・東京女子大学・新潟大学で講師も務めた。1994年中央大学社会科学研究所長。2005年中央大学附属図書館長。2009年中央大学を定年退職。同名誉教授。
研究課題として、比較世界システム分析・現代イタリアの政治変動・地方政治の社会学などが挙げられる。
恩師は福武直 

## 著書

### 単著
- 『地方政治の社会学――階級性と公共性の論理』（東京大学出版会, 1977年）

### 編著
- 『世界社会のイメージと現実』（東京大学出版会, 1990年）
- 『世界システムとヨーロッパ』（中央大学出版部, 2005年）
- 『リージョンの時代と島の自治』（中央大学出版部, 2006年）

### 共編著
- （守屋孝彦）『地域社会と政治文化――市民自治をめぐる自治体と住民』（有信堂高文社, 1984年）
- （高柳先男）『世界システムと政治文化』（有信堂高文社, 1986年）
- （矢澤修次郎）『現代社会論』（有斐閣, 1993年／新版, 2004年）
- （新原道信・広田康生）『グローバリゼーション／ポスト・モダンと地域社会　地域社会学講座2』（東信堂, 2006年）

### 訳書
- H・H・ガース, C・W・ミルズ『性格と社会構造――社会制度の心理学』（青木書店, 1970年）
- G・オシポフ『現代社会学――マルクス主義社会学とブルショア社会学』（青木書店, 1971年）
- フランコ・フェラロッティ『オルターナティヴ社会学――操作テクニックとしての社会学から批判社会学へ』（合同出版, 1985年）
- デイヴィッド・ヘルド・アンソニー・マグルー・デイヴィッド・ゴールドブラット・ジョナサン・ペラトン 『グローバル・トランスフォーメーションズ――政治・経済・文化』（中央大学出版部, 2006年）